# Palazzo Galli
Il Palazzo Galli è un palazzo neoeclettico di Napoli, realizzato nel 1927, nell'ambito del piano di edificazione ("riempimento") di Santa Lucia, nel quartiere San Ferdinando.
È opera dell'architetto Gino Coppedè, su commissione dell'imprenditore ligure Giovanni Galli. 
L'edificio consta di un grande blocco, su impianto quadrilatero, e costituisce una interessante testimonianza del composito ed eccentrico stile Coppedè  diffusissimo in quel periodo a Roma (vedi Quartiere Coppedè).